# Janusz Będkowski
Janusz Marian Będkowski – polski inżynier, doktor habilitowany nauk technicznych. Specjalizuje się w automatyce i robotyce.
Magisterium z inżynierii komputerowej uzyskał na Wydziale Elektroniki i Technik Informacyjnych Politechniki Warszawskiej. Doktoryzował się na Wydziale Mechatroniki Politechniki Warszawskiej w 2010 na podstawie pracy pt. Metodyka sterowania i nadzorowania połączonych w sieć robotów mobilnych z zastosowaniem technologii CUDA, przygotowanej pod kierunkiem prof. Romana Masłowskiego. Habilitował się na Wydziale Informatyki Politechniki Poznańskiej w 2018 na podstawie dorobku naukowego i publikacji pt. Jakościowa przestrzenno-czasowa reprezentacja i rozumowanie dla aplikacji robotycznych. 
Pracował naukowo na Wydziale Mechatroniki Politechniki Warszawskiej (2009-2015) oraz w Przemysłowym Instytucie Automatyki i Pomiarów (2008-2012). Od 2011 pracuje w Instytucie Maszyn Matematycznych a od 2014 także w Instytucie Podstawowych Problemów Techniki PAN.
Artykuły publikował w takich czasopismach jak m.in. „Journal of Field Robotics", „Automation in Construction" oraz „Journal of Automation Mobile Robotics and Intelligent Systems".